# Alfonso Yáñez
Alfonso Yáñez (Callao, 20 marzo 1970) è un ex calciatore peruviano, di ruolo centrocampista.